# 獅子山脈
8°20′31″N 13°10′13″W / 8.34194°N 13.17028°W

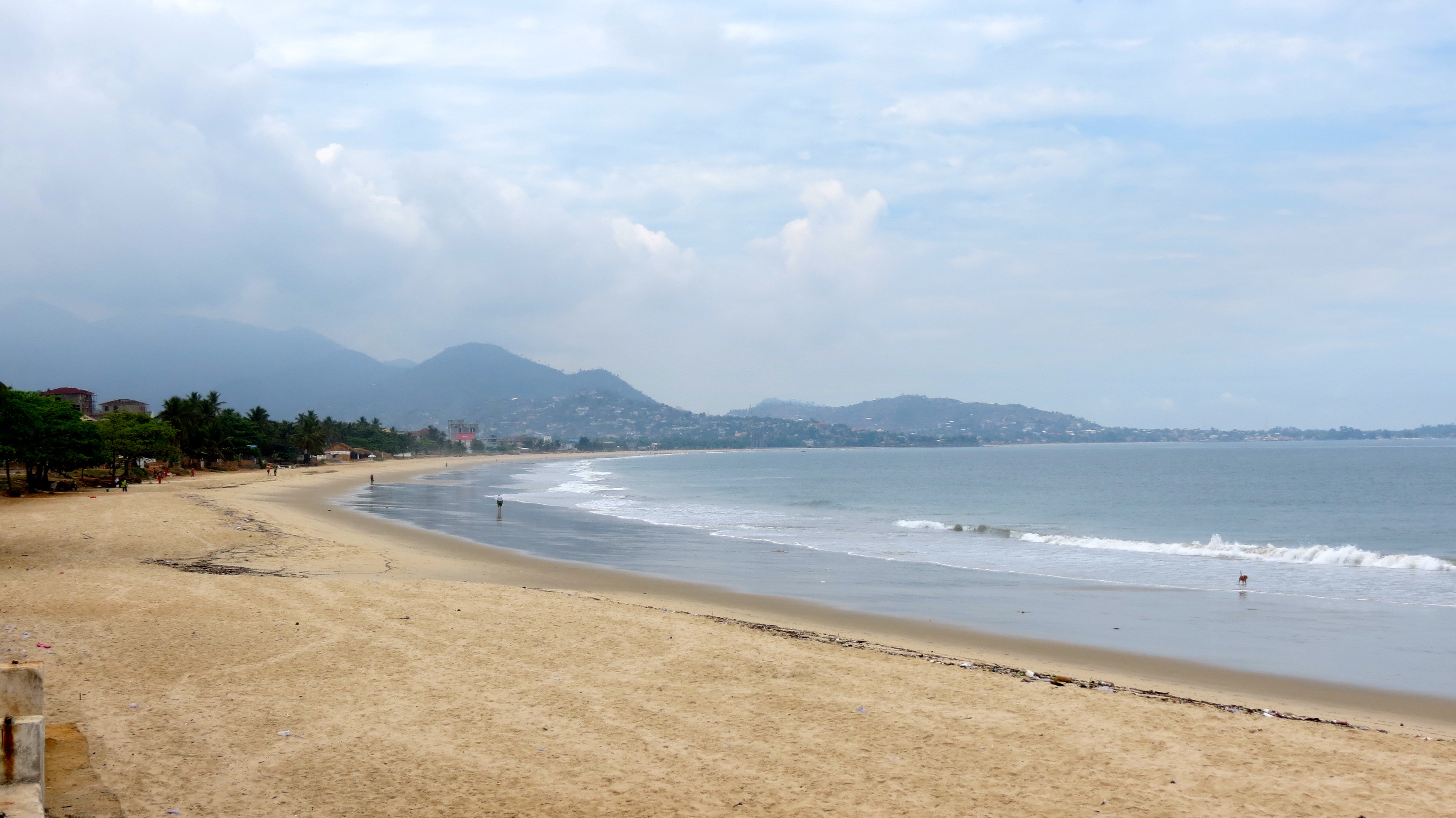

獅子山脈是塞拉利昂的山脈，位於該國西部，處於首都弗里敦東南面大西洋沿岸，由西部半島國家公園負責管轄，全長30公里，最高點海拔高度888米。